# Carmen (Davao del Norte)
Carmen (Bayan ng Carmen) är en kommun i Filippinerna. Kommunen ligger på ön Mindanao, och tillhör provinsen Davao del Norte. Folkmängden uppgår till 55 144 invånare.

## Barangayer
Carmen är indelat i 20 barangayer.
| - Alejal - Anibongan - Asuncion (Cuatro-Cuatro) - Cebulano - Guadalupe - Ising (Pob.) - La Paz - Mabaus - Mabuhay - Magsaysay | - Mangalcal - Minda - New Camiling - San Isidro - Santo Niño - Tibulao - Tubod - Tuganay - Salvacion - Taba |